# 피에솔레
피에솔레(이탈리아어: Fiesole)는 이탈리아 토스카나주 피렌체현에 있는 코무네다. 피렌체에서 북동쪽 8km 거리에 있다.

## 역사
피에솔레(에트루리아어 : 비에술[Viesul], 비슬[Viśl], 빕술[Vipsul])는 8-9세기에 세워졌을 것이며, 고대의 성벽의 유적으로 보아 에트루리아 연합의 핵심 중 하나였다.
이 지역의 첫 역사적 언급은 기원전 283년이고, 당시에는 파에술레(Faesulae)라는 이름이였으며, 로마인들에게 정복당하였다. 고대 로마 종교에서 안구르들의 유명 학파가 위치해있던 곳이기도 했으며, 매년 젊은 12명의 남자들이 로마에서 보내져 점성술을 공부하였다. 술라는 카틸리나의 사건을 지원했었던 가이우스 말리우스의 지도력 하에 전역한 베테랑 군인들의 도시로 이곳을 식민지화시켰다.
피에솔레는 서기 406년에 라다가이수스가 이끄는 반달족과 수에비로 이뤄진 게르만족을 상대로 스틸리코가 대승을 이룬 현장이기도 하다. 고트 전쟁 동안에 이곳은 몇 차례 포위를 당했었다. 539년에 비잔티움 제국의 장군인 유스티누스가 이곳을 점령한 뒤 파괴하고 요새화시켰다.
초기 중세 시대에는 몇 세기간 독립 상태였지만, 강 아래에 있던 피렌체보다 힘이 약했었고, 그들 사이에 전쟁이 여럿 발생했으며, 1125년에 피렌체에 정복되기 이전에 1010년과 1025년에 피렌체에 여러 차례 약탈당하였으며, 피에솔레를 이끌던 가문들은 어쩔수 없이 피렌체로 옮겨야만 했다. 단테는 이 경쟁 관계를 그의 신곡에 "피에솔레의 짐승들."(지옥편 XV.73)이라는 여기며 반영하고 있다.
14세기부터 부유한 피렌체인들 피렌체에 전원 저택을 지었으며, 그들 중에는 데카메론의 액자 구조의 배경이 되기도 하였다. 조반니 보카치오의 시 피에솔레의 요정은 이 지역에서 기원한 신화 내용을 담고 있다. 로버트 브라우닝은 그의 시 안드레아 델 산토에서 몇 차례 "수수하고 즐거운 피에솔레"를 언급한다.

## 유명 거주민
- 프란체스코 란디니
- 로렌초 모나코
- 프라 안젤리코
- 안드레아 코르시니
- 미노 다 피에솔레
- 카테리나 부에노